# Etnolinguística
Etnolinguística ou  linguística cultural é um campo da linguística que estuda a relação entre língua e cultura das pessoas e como os diferentes grupos étnicos percebem o mundo. É a combinação entre etnologia e linguística. O primeiro refere-se ao modo de vida de uma comunidade inteira: todas as características que distinguem uma comunidade da outra. Tais características compõem os aspectos culturais de uma comunidade ou sociedade.
Os etnolinguistas estudam a maneira como a percepção e a conceituação influenciam a linguagem e mostram como isso está ligado a diferentes culturas e sociedades. Um exemplo é como a orientação espacial é expressa em várias culturas. Por exemplo, em muitas sociedades, as palavras para pontos cardiais leste e oeste são derivadas de termos para nascer / pôr do sol. Mas a nomenclatura para isso dos falantes da língua inuíte da Gronelândia, no entanto, é baseada em marcos geográficos como o sistema fluvial ou a posição de alguém na costa. Da mesma forma, na língua dos Yuroques (indígenas da Califórnia) não tem a ideia de direções cardeais; se orientam em relação à sua principal característica geográfica, o rio Klamath.
Linguística Cultural é um ramo relacionado da linguística que explora a relação entre linguagem e conceituações culturais. Linguística Cultural baseia-se e expande os avanços teóricos e analíticos na ciência cognitiva (incluindo ciência da complexidade e cognição distribuída) e antropologia. A linguística cultural examina como várias características das línguas humanas codificam conceituações culturais, incluindo esquemas culturais, categorias culturais e metáforas culturais.  Nessa visão, a linguagem é vista como algo profundamente arraigado na cognição cultural em nível de grupo das comunidades de falantes. Até o momento, a abordagem da Linguística Cultural foi adotada em várias áreas da pesquisa de linguística aplicada, incluindo comunicação intercultural, aprendizado de segunda língua, ensino de Inglês como Língua Internacional e [Mundo Englishes]].